# Arme antimatériel
Une arme antimatériel est une arme utilisée pour détruire du matériel, notamment des véhicules ou des installations. Les munitions peuvent être constituées d'uranium appauvri ou de tungstène pour avoir une meilleure perforation.

## Arme antichar

### Armement individuel et collectif
- Fusil antichar
- Fusil anti-matériel
- Canon antichar
- Charge creuse
- Cocktail Molotov
- Bazooka
- Panzerfaust
- Panzerschreck
- Missile antichar
- Munition antiblindage
- Pénétrateur à énergie cinétique
- High Explosive Anti-Tank

### Véhicules
- Chasseur de chars
- Henschel Hs 129 / Fairchild A-10 Thunderbolt II

### Obstacles antichars
- Barrière Cointet
- Cheval de frise (barrière)
- Dent de dragon
- Hérisson tchèque
- Ligne Maginot
- Ligne Siegfried